# عزلة بني سري (المحويت)
عزلة بني سري هي إحدى عزل مديرية الطويلة في محافظة المحويت اليمنية ويبلغ تعداد سكانها 2525 نسمة حسب التعداد السكاني في اليمن لعام 2004.